# Styela gibbsii
Styela gibbsii är en sjöpungsart som först beskrevs av William Stimpson 1864.  Styela gibbsii ingår i släktet Styela och familjen Styelidae. Inga underarter finns listade i Catalogue of Life.